# Cadre-47/1-Europameisterschaft 1965

Logo CEB (ausrichtender Verband)

Veranstaltungsort: Apeldoorn

Die Cadre-47/1-Europameisterschaft 1965 war das neunte Turnier in dieser Disziplin des Karambolagebillards und fand vom 11. bis zum 14. März 1965 in Apeldoorn, in der niederländischen Provinz Gelderland, statt. Es war die dritte Cadre-47/1-Europameisterschaft in den Niederlanden.

## Geschichte
Laurent Boulanger feierte in Apeldoorn seinen zweiten EM-Titel im Cadre 47/1. Platz zwei und drei gingen wie so oft wieder an die Niederlande und Belgien. Der Düsseldorfer Siegfried Spielmann schrammte knapp am Podest vorbei und wurde Vierter. Seine Leistungen waren dennoch sehr gut, denn er verbesserte alle deutschen Rekorde im Cadre 47/1 (GD, BED und HS).

## Turniermodus
Es wurde im Round Robin System bis 300 Punkte gespielt. Bei MP-Gleichstand wird in folgender Reihenfolge gewertet:
1. MP = Matchpunkte
2. GD = Generaldurchschnitt
3. HS = Höchstserie

## Abschlusstabelle
| MP    | Match Points (Sieger = 2; Unentschieden = 1; Verlierer = 0) |
| Pkte. | Erzielte Karambolagen                                       |
| Aufn. | Benötigte Versuche                                          |
| GD    | Generaldurchschnitt                                         |
| BED   | Bester Einzeldurchschnitt eines Spielers                    |
| HS    | Höchstserie                                                 |
|       | Bester GD des Turniers                                      |
|       | Bester ED des Turniers                                      |
|       | Beste HS des Turniers                                       |
|       | 1. Platz (Gold)                                             |
|       | 2. Platz (Silber)                                           |
|       | 3. Platz (Bronze)                                           |

| Platz                      | Name                | MP   | Pkte. | Aufn. | GD    | BED   | HS  |
| -------------------------- | ------------------- | ---- | ----- | ----- | ----- | ----- | --- |
| 1                          | Laurent Boulanger   | 12:2 | 2085  | 118   | 17,66 | 30,00 | 123 |
| 2                          | Tini Wijnen         | 10:4 | 1844  | 99    | 19,61 | 30,00 | 150 |
| 3                          | Antoine Schrauwen   | 10:4 | 2002  | 115   | 17,40 | 42,85 | 164 |
| 4                          | Siegfried Spielmann | 10:4 | 1889  | 118   | 16,00 | 33,33 | 137 |
| 5                          | José Gálvez         | 8:6  | 1821  | 125   | 14,56 | 17,64 | 118 |
| 6                          | Hans Vultink        | 4:10 | 1311  | 98    | 13,37 | 20,00 | 112 |
| 7                          | Ramon Aguilera      | 2:12 | 979   | 126   | 7,76  | 9,67  | 89  |
| 8                          | Maurice Coyret      | 0:14 | 1231  | 150   | 8,20  | –     | 77  |
| Turnierdurchschnitt: 13,94 |                     |      |       |       |       |       |     |